# Glacier de Combalet
Le glacier de Combalet ou glacier du Combalet, en italien Ghiacciaio del Combalet, est un glacier d'Italie situé dans le massif du Mont-Blanc, dans le val Vény.

## Géographie
Le glacier est logé dans le creux du Fauteuil des Allemands, cirque glaciaire sur l'adret de l'aiguille Noire de Peuterey, à environ 2 800 mètres d'altitude,. Il est entouré à l'ouest par le glacier de Frêney, le glacier du Châtelet et le glacier du Brouillard et au nord par le glacier de la Brenva,.